# Musée Tchantchès
 (juin 2020).
Si vous disposez d'ouvrages ou d'articles de référence ou si vous connaissez des sites web de qualité traitant du thème abordé ici, merci de compléter l'article en donnant les références utiles à sa vérifiabilité et en les liant à la section « Notes et références ».
Le musée Tchantchès d'Outremeuse, créé en 1947 par l'ASBL République libre d'Outremeuse expose, parmi les souvenirs du quartier, les costumes (près de 400), médailles, diplômes et autres marques d'hommage que Tchantchès reçoit à l'instar du Manneken-pis de Bruxelles.
On peut y assister à des spectacles de marionnettes. Le programme peut être obtenu sur demande.
Il est à noter qu'il existe, à Liège, un autre musée Tchantchès, aussi assorti d'un théâtre actif, situé au no 302 de la rue Sainte-Marguerite appelé le « théâtre à Denis » et conservé par Denis Fauconnier.